# Джон Гатчинсон
Джон Гатчинсон (англ. John Hutchinson; 7 квітня 1884 — 2 вересня 1972) — британський (англійський) ботанік.

## Біографія
Джон Гатчинсон народився 7 квітня 1884 р.
Він здійснив дві поїздки до Південної Африки. Його перша поїздка тривала з серпня 1928 р. до квітня 1929 р., а друга — з червня 1930 р. до вересня 1930 р. Джон Гатчинсон зробив значний внесок у ботаніку, описавши безліч видів насінних рослин.
Джон Гатчинсон помер в Лондоні 2 вересня 1972 р.

## Наукова діяльність
Джон Гатчинсон спеціалізувався на насінних рослинах.
В 1959 та 1961 рр. опублікував праці, які принесли йому світову славу:
- Hutchinson G.E. Homage to Santa Rosalia or Why are there so many kinds of animals? // Amer. Naturalist. — 1959. — V. 43. — № 870. — P. 145—159. — (Дань Санта Розалии, или почему так много видов животных?).
- Hutchinson G.E. The paradox of the plankton // Amer. Naturalist. — 1961. — V. 95. — № 882. — P. 137—145. — (Парадокс планктону).

## Публікації
- Common Wild Flowers. 1945.
- More Common Wild Flowers. 1948.
- Uncommon Wild Flowers. 1950.
- British Wild Flowers. 1955.
- The Story of Plants (with R. Melville).
- A Botanist in Southern Africa. Лондон, 1946.
- Flora of West Tropical Africa (with Dr John McEwen Dalziel).
- The Families of Flowering Plants: Arranged According to a New System Based on Their Probable Phylogeny. Vol. 1 Dicotyledons[4].
- The Genera of Flowering Plants. (Oxford, Vol.1 (1964), Vol.2 (1967), Vol. 3 (posthumously))[4].
- Evolution and Phylogeny of Flowering Plants. 1969.